# Lawrence Pius Dorairaj
Lawrence Pius Dorairaj (ur. 14 czerwca 1954 w Madrasie) – indyjski duchowny rzymskokatolicki, od 2012 biskup Dharmapuri.